# Lázaro Cárdenas (Michoacán)
Pour les articles homonymes, voir Lázaro Cárdenas (homonymie).
Lázaro Cárdenas est une municipalité portuaire mexicaine située sur la côte Pacifique à l'embouchure du Río Balsas dans l'État de Michoacán.
Anciennement Los Llanitos, elle fut renommée en l'honneur du président Lázaro Cárdenas del Río (1934-1940).
Avec sa superficie de 1 160,24 km2 elle inclut de nombreuses zones rurales. Sa population est de 162 997 hab. (2005). 
La ville de Lázaro Cárdenas est l'un des ports les importants du Mexique.
Le port reçoit des marchandises de nombreux endroits du monde, surtout de Chine.